# Elmstead Market
Elmstead Market est un village anglais situé dans l’Essex.